# 퓨드
《퓨드》(영어: Feud)는 2017년에 방영된 미국의 드라마이다.